# Aimé Laussedat
Aimé Laussedat, né le 19 avril 1819 à Moulins et mort le 19 mars 1907 à Paris, est un scientifique français, à la fois astronome spécialiste de l'instrumentation et la géodésie, géomètre, photographe, topographe, arpenteur et cartographe. Cet ingénieur polytechnicien, chercheur et professeur à l'École polytechnique, puis responsable éminent au Conservatoire national des arts et métiers est aussi un ingénieur militaire au début de sa carrière jusqu'en 1851, commandant du Génie de Paris rive gauche pendant la guerre de 1870 à 1871, puis à nouveau officier du génie chargé des nouvelles frontières de 1871 à 1881. En effet, malgré sa démission de professeur à l'École polytechnique et sa demande de retraite de l'armée au début 1871, il est choisi par son ami d'adolescence, le général Louis Doutrelaine, pour le seconder à la commission de la délimitation de la frontière franco-allemande à Bruxelles.

## Biographie
Ce fils d'une bonne famille républicaine bourbonnaise, attachée à Yzeure, officier du Génie, polytechnicien de la promotion 1838, ce chercheur et inventeur, devient professeur à l'École polytechnique, puis directeur au Conservatoire national des arts et métiers. Il est un des pionniers français de l'iconométrie photographique et de la photogrammétrie, applications de la photographie respectivement à la mesure et au lever des plans ou à la reconnaissance de formes. Il contribue patiemment à développer cette dernière mise au point en 1851 qu'il dénomme métrophotographie par des applications pratiques dès 1861 lorsque la technique permet des mesures métriques précises, aussi bien en topographie qu'en architecture. Le colonel Laussedat est mort à Paris, au terme d'une carrière scientifique auréolée d'une reconnaissance académique.

### Des années d'études et de recherche
Jeune militaire du Génie issu de la promotion X 1838, Aimé Laussedat applique la chambre claire au levé des plans. Les chercheurs qui maitrisent les fondements de la géométrie dans l'espace accueillent avec enthousiasme l'art photographique qui commence à faciliter l'observation scientifique et technique au cours des années 1840. En particulier, Laussedat déjà pionnier de l'iconométrie photographique effectue le premier relevé photogrammétrique en 1849 sur la façade de l'Hôtel des Invalides à Paris intra-muros. En 1850, il cartographie les détails du château de Vincennes. En 1861, à partir de quatre clichés terrestres, le capitaine Laussedat réalise une carte précise du village du Buc, près de Versailles. Ensuite, ces réflexions portent sur la cartographie de régions plus vastes ou montueuses. Il utilise quelques années des ballons gonflables auxquels il suspend une caméra lourde. Au sol, l'usage du tripode avec des repères de visées en triangulation sur des points hauts ou remarquables détermine les coordonnées. La comparaison des images, puis l'application des techniques de géométrie à trois dimensions permettent le relevé cartographique, et en particulier l'ombrage des reliefs. En 1862, les méthodes d'arpentage à partir de relevés photographiques proposées par le capitaine Laussedat sont officiellement acceptées par l'académie des sciences de Madrid. Une fructueuse collaboration de recherche s'engage.
La base de la technique photogrammétrique est inventée parallèlement dans les années 1860 par un architecte allemand, Albrecht Meydenbauer (1834-1921). Le jeune homme, facilement effrayé par l'escalade, est chargé de mesurer et de relever plans et façades de bâtiments publics et religieux pour le service d'inventaire du patrimoine de Prusse. En 1867, alors qu'il a conçu ses propres instruments de mesure et s'en sert pour ses relevés architecturaux, il s'aperçoit que cette technique peut servir en topographie. Il consulte les revues savantes de référence en ce domaine et découvre les travaux pionniers et les instruments de mesure de Laussedat, en particulier le premier photothéodolite et son plan de Paris dérivé de sa couverture photographique présentés à l'exposition universelle de Paris. Il publie en hâte fin décembre un article sur sa technique de mesure nommée photométrographie.
Le capitaine du Génie Laussedat, homme de terrain au service de l'armée puisque dès 1846 chargé de la cartographie pyrénéenne, forme des militaires intéressés par les techniques topographiques, en particulier un jeune officier de marine, Édouard-Gaston Deville qui quitte l'armée française à la suite de la guerre de 1870-1871 et émigre au Québec en 1874. Deville, devenu arpenteur en chef du Canada, met au point en 1896 le premier restituteur stéréoscopique. La photogrammétrie, dénommée seulement depuis 1893 par l'allemand Albrecht Meydenbauer, peut alors prendre un essor international, entre Amérique et Autriche, et a aujourd'hui des applications principalement tournées vers la cartographie.
L'homme Laussedat est un infatigable chercheur de terrain. Il n'hésite pas à se déplacer sur place pour mieux connaitre les sujets qui lui tiennent à cœur. En juillet 1870, pressentant l'imminence de la déclaration de guerre par la presse française qui rend compte des discours à l'assemblée, il interrompt à Londres une visite programmée auprès des principaux observatoires anglais d'astronomie. Rentré à Paris, il offre ses services au ministère qui le réintègre dans ses anciennes fonctions militaires.

### Un photographe spécialiste de géodésie
Laussedat perfectionne et invente aussi des instruments d'astronomie, permettant l'observation des formes par la photographie. Appelé par la recherche et l'enseignement dès 1851, il quitte la carrière militaire, nommé répétiteur d'astronomie et de géodésie à l'École Polytechnique, il n'est que le suppléant du professeur Hervé Faye dans son cours d'astronomie et de géodésie. Après le départ de ce dernier au rectorat de Nancy, il reprend sa fonction et est nommé professeur titulaire d'astronomie à l'École polytechnique de 1856 à 1871, ses dix-huit derniers mois virtuellement à titre statutaire du fait de la guerre franco-allemande où il est appelé à servir.
Le 18 juillet 1860, Aimé Laussedat et Amédée Mannheim, jeune géomètre polytechnicien observe à Batna en Algérie française une éclipse totale de soleil, en particulier décrivent avec minutie les franges mobiles qui apparaissent juste avant la disparition et après la réapparition de la lumière solaire, aux moments précis encadrant la durée de l'éclipse solaire totale.
En 1865, il traduit l'ouvrage intitulé « Base centrale de la triangulation géodésique d'Espagne » et rédigé collectivement en espagnol sous l'autorité de Carlos Ibáñez e Ibáñez de Ibero.
Le professeur Laussedat, obnubilé par sa recherche, proposait un cours précis, mais ponctué de leitmotivs, irritant les élèves goguenards et prompts à la moquerie. Ainsi, comme le racontent Martin Lemoine et Guy Perrin dans un article sur les polytechniciens astronomes, il est bien involontairement à l'origine d'une tradition de l'École.
Le successeur de Faye en tant que professeur d'astronomie et de géodésie à l'École polytechnique, Aimé Laussédat (X 1838), est officier du génie. Il invente la photogrammétrie et contribue à l'application de la photographie en astronomie. Mais, surtout, il est involontairement à l'origine d'un tournant majeur dans la vie des polytechniciens. Son élève Émile Lemoine (X 1860) inventa la célébration du point gamma à l'École, en réaction aux cours d'astronomie du Capitaine Laussédat qui « ne passait pour ainsi dire pas de leçon sans nous parler du point gamma par où passe la Terre à l'équinoxe de printemps... pour nous dédommager de l'ennui que nous causait le point gamma, je m'étais dit : célébrons aussi ce passage ». Cette année-là, l'ouverture de la fête du point gamma est sonnée à la trompette par Alfred Cornu (X 1860) qui par la suite deviendra un grand astronome !

### Un militaire scientifique au service du gouvernement républicain
La famille Laussedat dont les ancêtres au siècle des Lumières sont des modestes artisans vivant à Riom affirme une fidèle foi républicaine. L'ainé Louis, docteur en médecine, élu du peuple en 1848, sert avec force la Seconde République. Le cadet Aimé, polytechnicien et capitaine, désemparé avec son frère après le coup d'État du 2 décembre 1851 ne veut plus servir le régime autoritaire. Il présente sa démission au général Vaillant qui la refuse et lui demande de continuer ses recherches pour son pays tout en s'engageant à protéger les nombreux notables républicains compromis de l'Allier
.
La guerre franco-prussienne montre l'impréparation technique des troupes françaises, notamment sur le plan du simple repérage géographique, et révèle par contre l'effort prussien d'application des sciences et techniques pour assurer les déplacements et la logistique. Les troupes badoises qui assiègent Strasbourg utilisent les ressources de la stéréophotographie pour reconnaitre à distance les remparts vétustes de Strasbourg, ville bastionnée qu'ils assiègent après avoir franchi le Rhin. Des unités françaises ne savent souvent pas lire une carte, lorsqu'elles en ont sous la main et si elles sont trop dispersées, se trouvent perdues, situations cocasses avant même un combat.
Le capitaine Laussedat reprend du service avant le début du conflit. Il est versé comme chef de corps dans le génie, chargé de la défense des places-fortes de Paris. Écœuré par les impérities du commandement, il démissionne après l'armistice franco-prussien. Aimé Laussedat et son ami le général Louis Doutrelaine qui est d'ailleurs à l'origine de sa nomination et donc de son rappel sous l'habit militaire, sont les deux commissaires militaires qui assistent les travaux de la commission parlementaire chargée de la paix et suivent — en toute impuissance d'ailleurs — les négociations à Bruxelles et Francfort. Le général Doutrelaine souffrant, Laussedat, par ailleurs promu lieutenant-colonel du génie, est nommé le 15 mai 1871, rapporteur et secrétaire de la commission de la délimitation de la frontière de l'Est. À ce titre, il est chargé du piquetage de la nouvelle frontière franco-allemande, selon les clauses du préliminaire de paix de février 1871, complétées par le traité de Francfort d'avril 1871 et ses annexes ultérieures. Alors qu'un concert de louanges porte au pinacle le chef de l'exécutif Adolphe Thiers, libérateur du territoire après la paix, l'officier du Génie Laussedat, témoin des négociations, juge ce titre exorbitant. Il est un des rares témoins qui a le courage de signaler l'incommensurable orgueil du vieil homme politique, sans se priver de stigmatiser l'entourage présidentiel, responsable de lourdes fautes.
Aimé Laussedat, accompagné de sa femme et d'un assistant dessinateur-géomètre recruté à Versailles, est présent à Metz le 12 juin 1871. Il embauche deux dessinateurs pour calquer les documents utiles du cadastre et effectuer les opérations graphiques. Dès le 1er juillet, il est à Audun-le-Roman et part sur le terrain à la limite de la frontière luxembourgeoise et commence à reconnaître les bornes utiles et effectuer les piquetages nécessaires. Alors que le général Doutrelaine qui, malgré sa santé défaillante, reste son référent militaire, réside à Nancy, il contacte les préfets, les maires, les agents-voyers, les agents-forestiers et autres administrateurs des secteurs devenus frontaliers.
Laussedat défend l'exécution d'un tracé correct, défendant cas par cas notamment les villages du Pays Haut, terroir du Nord de la Lorraine, à potentiel minier depuis le dévoilement du gisement souterrain de minette et ses potentialités industrielles depuis le procédé Gilchrist-Bessemer. De Hussigny à Aumetz, l'Allemagne accapare 10 000 ha alors que la France ne garde que 5 200 ha. Cette dernière petite portion produit 80 % de la production française de minerai de fer en 1886. Le bassin de Longwy-Villerupt, dont la population a quintuplé depuis 1869, bassin qu'il s'est évertué à préserver à la France, livre alors la moitié de cette production en Lorraine française. Un même constat peut être fait pour la partie allemande.
Le 7 juillet, le couple Laussedat est présent à Briey. Un premier point litigieux est la commune de Crusnes. Elle est ultérieurement conservée à la France. Le second, la ville de Moyeuvre, est annexée, malgré ses usines et ses bois. Le 14 juillet, les équipes de piquetage sont sur la Moselle à Arnaville. Le 14 août, Laussedat tente de résoudre sur place l'épineux conflit du passage hors frontière de la ligne de chemin de fer de Cirey-sur-Vezouze à Avricourt. Le 10 septembre, Laussedat s'installe provisoirement à Saint-Dié et essaie de proposer une solution à l'annexion abusive du Donon, incluant les pauvres villages de Raon-les-Leau et de Raon-sur-Plaine. Le 28 septembre, il supervise la fin du tracé du ballon d'Alsace à la frontière suisse, réalisé auparavant par une autre équipe dirigé par l'ingénieur des Ponts et Chaussées, Krafft, adjoint à la commission de délimitation.
Au terme de sa mission difficile, Laussedat rentre avec son épouse dans le Bourbonnais à Yzeure le 1er octobre. Il est en fin d'année nommé professeur de géométrie appliquée aux arts, au Conservatoire des Arts et Métiers. Laussedat apprécie le 3 novembre 1871 la seule lettre de remerciement qui lui soit envoyée au terme de son douloureux labeur, la missive de l'abbé Fortier, curé de Raon-sur-Plaine au nom des habitants dont le village et une fraction des terres sous le plateau du Donon ont alors recouvré la nationalité française.
Le chercheur invétéré ne cesse de participer au redressement et d'appeler à la vigueur de la science française. Il est normal qu'il s'éloigne difficilement de l'École Polytechnique, son premier havre de recherche où il a encore relations de travail et solides amitiés. Mais, puisque la direction de cette prestigieuse École choisit dorénavant d'orienter sa spécificité non sur la recherche scientifique, mais sur la dimension militaire supposée manquante lors de l'humiliation allemande, le professeur Laussédat est ainsi amené de plus en plus à échanger avec les scientifiques de l'École normale supérieure qui reprennent dorénavant le flambeau de la science française, comme nombre d'institutions ou d'associations qui préservent une vocation technique apparemment souvent triviale, mais riche de potentialités scientifiques.
Le militaire cruellement conscient du retard national dans les sciences voit partir vers le civil, parfois l'exil, ces anciens meilleurs élèves qui se sentent rejetés lors des remaniements militaristes au sein de l'armée. Refusant la résignation, l'ardent chercheur devient en particulier membre du bureau de l'Association française pour l'avancement des sciences qui affiche fièrement la devise « Par la science, pour la patrie ». Le géodésien Aimé Laussedat qui a compris le grave manque d'intérêt pour la cartographie et son enseignement élémentaire est membre fondateur de la Société de géographie en 1871. Il y incite déjà au développement de fonds photographiques.

### Un infatigable promoteur d'une science pratique à une époque positiviste

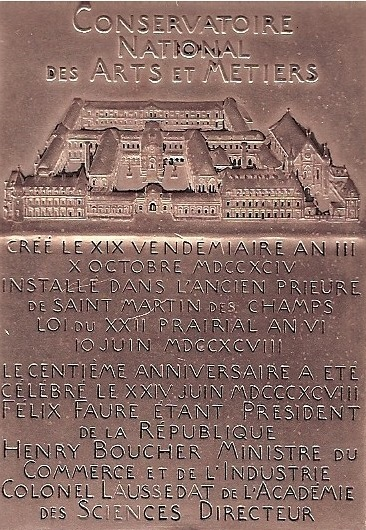
Médaille du Conservatoire national des arts et métiers sous la direction du Colonel Laussedat, Monnaie de Paris.

Élevé au grade de colonel du Génie après la Terrible Guerre, mais promu avec retard en 1874, il enseigne en 1872 la cartographie et la topographie au Conservatoire national des arts et métiers. Professeur de géométrie appliquée aux arts en 1873, il y organise de nombreuses conférences. Bénéficiant des fruits de sa patiente fidélité, il devient directeur d'étude à l'École polytechnique en 1879.
Chargé de la direction des études à l'École du conservatoire dès sa retraite militaire en 1881, il est nommé directeur du Conservatoire national des arts et métiers en 1884 et termine sa carrière en 1900.
Malgré ces charges tant à l'École polytechnique qu'au conservatoire, Aimé Laussedat n'en continue pas moins ses études scientifiques. Il échange ainsi une riche correspondance, en particulier avec Henri Poincaré en 1881 et 1882, à propos d'une contribution du jeune normalien et mathématicien lorrain sur les formes cubiques ternaires et quaternaires.
En 1888, il est nommé président de l’Association française pour l'avancement des sciences. Les articles sur des sujets variés qu'il a présentés souvent en forme de conférence ou d'introduction aux Actes de l'AFAS sont cités en bibliographie.
Son engagement au sein de l'association se restreint après la reconnaissance académique. Le 21 mai 1894, il est élu membre de l'Académie des sciences en tant qu'académicien libre.
Mentionnons un extrait du livre du centenaire de l’École polytechnique, publié en 1897, qui décrit les inlassables contributions d'Aimé Laussedat à la défense nationale et justifie ainsi les honneurs académiques.
« La dernière élection d'un académicien libre, celle de 1894, occasionnée par la mort du général Favé, s'est faite au profit d'un polytechnicien, M. le colonel Laussedat, de la promotion de 1838 (Pendant l'impression de ce volume, une nouvelle place d'académicien libre a été donnée à l'École polytechnique dans la personne de M. Adolphe Carnot). Successivement officier du Génie, professeur de Géodésie à l'École polytechnique, directeur des études à cette École, enfin directeur du Conservatoire des Arts et Métiers, M. Laussedat s'est surtout occupé de l'emploi de la Photographie dans les levés topographiques et les observations astronomiques. Son Télémétrographe a été utilisé avec succès pendant le siège de Paris, et l'auteur a pris une grande part aux travaux qui ont constitué la Télégraphie optique, ainsi qu'à toutes les études ayant pour objet les applications de la science à la défense du pays. »

### Un fondateur d'archives photographiques
Le colonel Laussedat contribue à une complète reconnaissance de la photographie dans les collections du musée du conservatoire des Arts et Métiers à partir de 1880. L'ensemble des clichés concerne surtout l'œuvre de constructeurs et d'inventeurs, de savants et vulgarisateurs.
Au sein de la société de géographie, il incite à fonder des archives de clichés photographiques à valeurs cartographiques ou paysagères. Il regrette le désengagement de l'État et de l'Université qui se désintéressent des banques de données photographiques et, en tout cas, ne suivent aucunement l'exemple du Königlisch Preussische Messbildanstalt de Berlin dirigé par Albrecht Meydenbauer après 1881.
Il entre au comité d'administration de la Société française de photographie. Membre d'honneur reconnu pour son travail en faveur des photographes au sein des institutions scientifiques ou des associations qu'il anime, le colonel Laussedat devient président d'honneur en fin de vie de 1902 et 1905.

### Un scientifique honoré dans le monde anglo-saxon et hispanique
Les élèves du Conservatoire national des arts et métiers à Paris n'ont pas oublié le colonel directeur :
- un amphithéâtre porte son nom ;
- le musée conserve les prototypes de ses instruments d'astronomie.

Le service d'arpentage canadien a nommé en son honneur deux montagnes de la vaste chaine des Rocheuses en 1911. Le premier dans la haute vallée de la Columbia a été dénommé Mont Laussedat (3 059 m) par Édouard-Gaston Deville, patron du service d'arpentage canadien, et le second surplombant des vagues des sommets dentelés à perte de vue dans la haute vallée de la Fraser The colonel (2 786 m) par Arthur Wheeler. Les deux sommets présentent des formes semblables.
Espagnols et Américains reconnaissent que ce précurseur de la photographie aérienne est un des premiers applicateurs scientifiques de l'outil photographique à la cartographie. À partir des années 1990, avec la numérisation des images, ces techniques appelées autrefois metrophotography, aujourd'hui photogrammetry semblent un jeu d'enfant.
Un buste d'Aimé Laussedat, élu député de l'Allier en 1876, se trouve à Yzeure (Allier) dans le parc municipal, qui a été son ancienne propriété. Le vieux monsieur savant à barbiche et moustaches blanches et fournies, appelé communément le colonel, résidait plus souvent 292, rue Saint-Martin à Paris.
Aimé Laussedat, qui était très attaché à sa région d'origine, a fondé en 1892 le Sanciau, association des Bourbonnais de Paris.
Il est le frère du docteur Louis Laussedat, député de l'Allier.

## Autres ressources
- Le point de vue de Georges Bruel sur Aimé Laussedat, son paternel formateur.
  - Georges Bruel, Le colonel Aimé Laussedat. Sa jeunesse, le soldat, le savant, conférences faites à Moulins à la Société des conférences bourbonnaises les 19 janvier et 19 octobre 1927, Moulins, 1927, 1 vol., p., ill. mécaniques.
  - Georges Bruel, Histoire de l'invention de la métrophotographie, Moulins, 1927, 1 vol., 11 p.
- L'œuvre féconde du continuateur franco-canadien, Édouard Deville.
  - É. Deville, Photographic surveying, including the elements of descriptive geometry and perspective, Ottawa, Survey office, 1889, 1 vol., 324 p., ill. photographiques.
- Georges Rougeron, Les Bourbonnais à l'Institut de France (An IV - 1965), Moulins, Imprimeries réunies, 1966, p. 37-39.
- Laurent Polidori, Aimé Laussedat (1819-1907) : le précurseur de la photogrammétrie, Publi-Topex, 2020, 182 p., 24 cm x 17 cm (ISBN 978-2-919530-14-4, présentation en ligne).